# Konrad-Adenauer-Brücke (Ingolstadt)
Die Konrad-Adenauer-Brücke in Ingolstadt ist eine vierspurige Straßenbrücke über die Donau im Stadtbezirk Mitte. Sie verbindet wie die flussabwärts folgende Fußgängerbrücke Donausteg die Altstadt mit dem Klenzepark. Die Balkenbrücke wurde 1952 als Donaubrücke eröffnet und 1977 in Konrad-Adenauer-Brücke umbenannt. Bei der zwischen 2001 und 2002 durchgeführten Überholung wurde unter anderem der komplette Überbau der Brücke erneuert.

## Geschichte

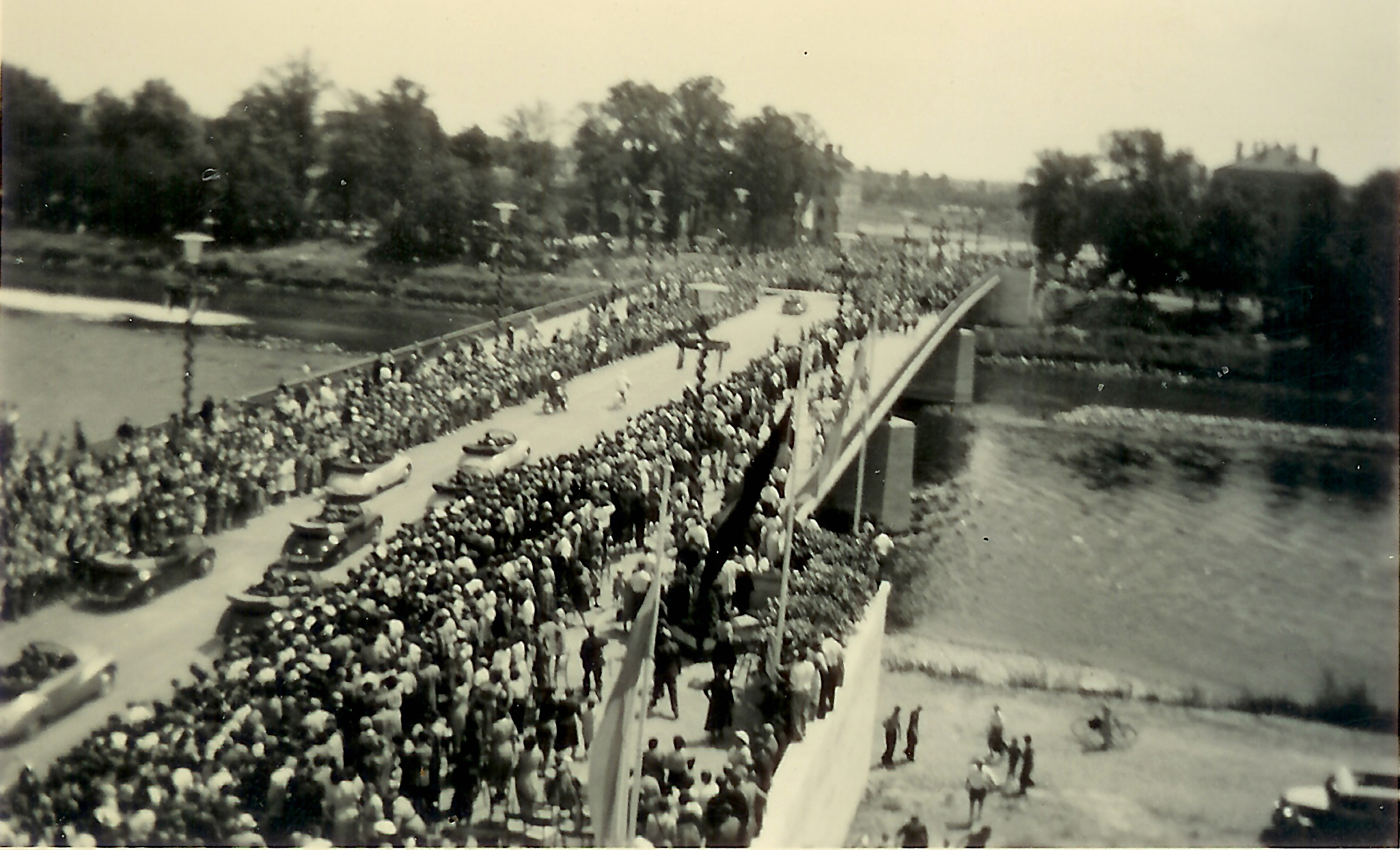
Eröffnung der Donaubrücke 1952, seit 1977 Konrad-Adenauer-Brücke

Die Brücke wurde ab 1948 als erste dauerhafte Verbindung über die Donau in Ingolstadt nach dem Zweiten Weltkrieg errichtet. Obwohl man für den Neubau ursprünglich eine Steinbrücke favorisierte, entschied sich der Stadtrat Ende 1947 – vermutlich aus Kostengründen – für eine Stahlbrücke mit gemauerten Strompfeilern, über die später auch eine zweigleisige Straßenbahnverbindung verlaufen sollte. Die Donaubrücke wurde am 14. Juli 1952 eingeweiht und 1977 in Konrad-Adenauer-Brücke umbenannt, die Straßenbahn wurde nie realisiert.
Untersuchungen Ende der 1990er Jahre zeigten eine stark verminderte Tragfähigkeit des über 45 Jahre alten Überbaus, dessen Instandsetzung wirtschaftlich nicht mehr vertretbar war. Zwischen 2001 und 2002 erfolgte für 4,1 Mio. € eine umfassende Sanierung der Brücke, bei der der Überbau komplett ausgetauscht und die Brückenpfeiler und Auflager teilerneuert wurden.

## Beschreibung
Die Brücke hat eine Länge von 141,6 Metern zwischen den Widerlagern. Der 22,1 Meter breite Überbau besteht aus einem vollverschweißten Vollwand-Durchlaufträger aus Stahl, der eine 18 bis 36 cm dicke Stahlbetonfahrbahnplatte trägt; die Konstruktionshöhe beträgt an den Pfeilern 2,5 Meter. Der Überbau ruht auf zwei Strompfeilern, die diesen in Spannweiten von 44,4 m, 52,8 m und 44,4 m unterteilen.